# Neostethus borneensis
Neostethus borneensis är en fiskart som beskrevs av Herre, 1939. Neostethus borneensis ingår i släktet Neostethus och familjen Phallostethidae. Inga underarter finns listade i Catalogue of Life.